# Mozambique aux Jeux olympiques d'été de 2000
Le Mozambique participe aux Jeux olympiques d'été de 2000 à Sydney et au terme des Olympiades, la nation se classe 49e ex æquo avec le Cameroun et la Colombie avec une médaille d'or chacun. 

## Nombre d'athlètes qualifiés par sport
Voici la liste des qualifiés et sélectionnés Mozambicain par sport (remplaçants compris) :
| Sport      | Hommes | Femmes | Total |
| ---------- | ------ | ------ | ----- |
| Athlétisme | 1      | 2      | 3     |

## Liste des médaillés mozambicains

### Médailles d'or
| Sport              | Discipline | Sportifs               | Performance |
| Médailles d'or : 1 |            |                        |             |
| Athlétisme         | 800m (F)   | Maria de Lurdes Mutola |             |

### Médailles d'argent
Aucun athlète mozambicain ne remporte de médaille d'argent durant ces JO.

### Médailles de bronze
Aucun athlète mozambicain ne remporte de médaille de bronze durant ces JO.

## Athlétisme

### Hommes
| Athlète      | Épreuve | Séries        | Séries | Quarts de finale | Quarts de finale | Demi-finales | Demi-finales | Finale  | Finale  |
| Athlète      | Épreuve | Temps         | Rang   | Temps            | Rang             | Temps        | Rang         | Temps   | Rang    |
| ------------ | ------- | ------------- | ------ | ---------------- | ---------------- | ------------ | ------------ | ------- | ------- |
| Jorge Duvane | 800 m   | 1 min 52 s 97 | 8e     | Eliminé          | Eliminé          | Eliminé      | Eliminé      | Eliminé | Eliminé |

### Femmes
| Athlète      | Épreuve | Séries        | Séries | Quarts de finale | Quarts de finale | Demi-finales  | Demi-finales | Finale        | Finale        |
| Athlète      | Épreuve | Temps         | Rang   | Temps            | Rang             | Temps         | Rang         | Temps         | Rang          |
| ------------ | ------- | ------------- | ------ | ---------------- | ---------------- | ------------- | ------------ | ------------- | ------------- |
| Maria Mutola | 800 m   | 1 min 59 s 88 | 1er    | Non disputé      | Non disputé      | 1 min 58 s 86 | 1er          | 1 min 56 s 15 | Médaille d'or |
| Tina Paulino | 800 m   | DNS           | /      | Eliminé          | Eliminé          | Eliminé       | Eliminé      | Eliminé       | Eliminé       |